# Anthony Braxton
Anthony Braxton (4 de Junho de 1945) é um compositor, saxofonista, clarinetista, flautista, pianista, e filósofo estadunidense. Braxton já lançou mais de 100 álbuns desde a década de 1960.